# Justicia gossweileri
Justicia gossweileri är en akantusväxtart som beskrevs av Spencer Le Marchant Moore. Justicia gossweileri ingår i släktet Justicia och familjen akantusväxter. Inga underarter finns listade i Catalogue of Life.